# تمدن جیرفت
تمدن جیرُفت به مجموعه محوطه‌های باستانی و یافته‌های باستان‌شناختی کشف‌شده در استان کرمان و در نزدیکی شهر جیرفت و هلیل‌رود گفته می‌شود که به دست تیم‌های چند ملیتی باستان‌شناس در دست بررسی و پژوهش است. قدمت این منطقه به حدود ۵۰۰۰ سال پیش (۳۰۰۰ سال ق.م) بازمی‌گردد.
اشیاء و ظروف زینتی از جنس کانی کلینوکلر و با نقش برجسته‌های قابل توجه و مبتکرانه متعلق به تمدن جیرفت تاکنون کشف گردیده‌است. آثار تاریخی کشف شده از شهر سوخته مبین وجود روابط تجاری بین شهر باستانی جیرفت و شهر سوخته و ارتباطات بین آن‌ها بوده‌است.
همچنین کشف دبیره کهن جیرفت باعث شگفت زده شدن بسیاری از محققان شد.
این محوطه که با نام محله کمادین خرابه‌های شهر قدیم در فهرست آثار ملی ایران به ثبت رسیده‌است، مربوط به دوران پیش از تاریخ است و در شهرستان جیرفت، دقیانوس ـ سمت راست هلیل‌رود واقع شده در تاریخ ۱۳۱۰/۰۶/۲۴ با شمارهٔ ثبت ۵۲ به‌عنوان یکی از آثار ملی ایران به ثبت رسیده‌است.

## تاراج آثار
بعد از کشف کوزه‌ها توسط مردم محلی در اوایل انقلاب اسلامی، به علت قرار گرفتن در مسیر قاچاقچیان هرویین افغانی و فقر شدید مردم منطقه و اقدام دیرهنگام مسئولان بعد از حدود یک سال، بیشتر آثار به سرقت رفت و گروه‌های بزرگ مردم به این منطقه سرازیر شد و سه گورستان و تمام قبرهای آن به شکل کامل غارت شد به‌طوری که در کاوش‌های بعد از تاراج، حتی یک استخوان در این گورستان‌ها یافت نشد و تمام قبرها توسط قاچاقچیان و مردم تخلیه شده بود و این یکی از بزرگترین غارت‌های آثار باستانی در تاریخ باستان شناسی جهان بود و تعدادی از آثار باستانی این منطقه، بعدها از برخی قاچاقچیان کشف و ضبط شد.

## آثار به‌دست‌آمده
اشیاء به‌دست‌آمده از این تپه باستانی تا به امروز بیشتر ظروف سفالی و سنگی، قطعات سنگ صابون و گاه ابزارهای مفرغی را شامل می‌شود. صنعت ویژه مردمان این منطقه همان کنده‌کاری روی سنگ صابونی است که دارای ظرافت خاص است و موارد کاربردی و زیبایی شناختی را در بر می‌گیرد. پرکاربردتر بن‌مایه‌های تصویرشده بر روی این ظرف‌ها به انسان، بز کوهی، گوسفند، نخل، شیر، گاو کوهان‌دار، شاهین، مار و کژدم تعلق دارند. نکته دیگری که ظرف‌های سنگ صابونی این منطقه را از آثار دیگر تمدن‌ها متفاوت می‌سازد، به‌کارگیری تکنیک گوهرنشانی (مرصع کاری) است که گاه برای نشان دادن چشم جانوران یا خال‌های بدن مارها و… مورد استفاده قرار گرفته‌است. دور تا دور ظروف، نقش‌هایی از جانوران گوناگون به‌صورت در هم تنیده حک شده‌است که کنار هم نهادن آن‌ها نیاز به محاسبات پیچیده داشته‌است.

## فرضیه همسانی آن با تمدن گم شده ارته
تمدن باستانی جیرفت (آراتا) برای اولین بار توسط یک باستان‌شناس ایرانی به نام یوسف مجیدزاده در سال ۲۰۰۳ با تأکید بر حقایق هنری و معماری این منطقه مطرح شد، به باور یوسف مجیدزاده، ممکن است تمدن جیرفت همان تمدن آراتا باشد. تعداد بسیار زیادی از آثار و گنجینه‌های ارزشمند تمدن جیرفت به‌ویژه آثار سنگ صابونی نگاره‌دار منحصربه‌فرد طی سال‌های دهه ۱۳۸۰ خورشیدی به دلیل عدم حفاظت و نبود توجه به این منطقه، غارت شده و از ایران خارج گردیدند.

## تمدن ناشناخته ارته
یک نیایشگاه بسیار بزرگ با قدمت بیش از ٧٠٠٠سال در تپه کنارصندل، آثار سنگی بسیار و همچنین کتیبه‌های نگاشته‌شده به خطی ناشناخته در محوطهٔ باستانی جیرفت در استان کرمان به طول ۴۰۰ کیلومتر و در حاشیهٔ هلیل رود شناسایی شده و به نظر می‌رسد این منطقه در هزاره سوم پ. م، مرکز یک تمدن بزرگ و با شکوه بوده‌است.
باستان‌شناسان با بررسی دوبارهٔ کتیبه‌هایی که از پیش در مناطق مهم باستانی کشف شده بودند، سعی کردند اطلاعات بیشتری دربارهٔ این تمدن عظیم و ناشناخته بدست آورند و در نهایت پس از تحقیقات فراوان، به تعدادی کتیبه دست یافتند. در یکی از این اسناد که از خرابه‌های شهر اوروک بدست آمده‌است، داستان کشمکش میان پادشاه سومر با فرمانروای سرزمین ثروتمندی بنام آراتا ثبت شده بود و در کتیبهٔ دیگر، پادشاه سومری سعی کرده بود با گذر از شهر شوش و هفت رشته کوه، به سرزمین آرتا یا  ارته حمله کند.
بررسی دقیق این کتیبه‌ها و آثار کشف شده این فرضیه را به اثبات نزدیک می‌کند که شهر افسانه‌ای و گمشدهٔ ارت که در شرق ایران قرار داشته، به احتمال زیاد همان شهر جیرفت است. از آثار کشف‌شده در حوزهٔ تمدن جیرفت می‌توان به ظروف و پلاک‌های سنگی با نقوش بسیار ظریف از موجوداتی چون عقاب، عقرب و پلنگ اشاره کرد. متأسفانه طی چند سال اخیر، حفاران غیرمجاز و قاچاقچیان اشیای عتیقه، بسیاری از آثار کشف شده در این محوطهٔ باستانی را که جزو میراث ملی ایرانیان محسوب می‌شدند و ارزش بسیار زیادی در شناخت سابقهٔ تمدنی ایران داشتند، از کشور خارج کرده و با بهای اندکی به موزه‌داران بزرگ دنیا فروخته‌اند.

## داستان تجارت با سومریان
در این داستان حماسی که در اوایل هزارهٔ سوم پیش از میلاد و به خط میخی سومری روی یک سفال نگاشته شده، چنین آمده‌است: روزی انمرکار با فرستادن نماینده‌ای، از حاکم ارت می‌خواهد تا استادان هنرمند و سنگ‌های گران‌بها را برای ساخت معبد به اوروک بفرستد. حاکم ارت هم در ازای فرستادن سنگ‌ها، از پادشاه اوروک تقاضای غلّه می‌کند. انمرکار دوباره قاصدی به سرزمین ارت می‌فرستد و تقاضای خود را تکرار می‌کند. عاقبت دو پادشاه به تفاهم می‌رسند و حاکم ارت، هنرمندان و سنگ‌های زینتی را به سومر می‌فرستد.
متن این کتیبه‌ها بیانگر آن است که حدود پنج هزار سال پیش، میان بازرگانان ارت و میانرودان ارتباط پیوسته‌ای وجود داشت و هنرمندان چیره‌دست ارت در ساخت کاخ‌ها و معابد به سومری‌ها کمک کرده‌اند؛ و طرح‌ها و نقش‌های جانوران، ابزارهای شکار، تزئینات و کنده‌کاری‌ها در آثار باستانی جیرفت نیز نشان‌دهنده تعامل این تمدن با تمدن سومری و بین‌النهرین است.

## برج باستانی زیگورات جیرفت
از جاذبه‌های تمدن باستانی جیرفت، کشف سازه زیگورات در این منطقه است. زیگورات، یک سازهٔ بنای چندطبقه است که از خشت ساخته‌شده‌است. قدمت زیگورات جیرفت به حدود نیمه اول هزاره سوم پیش از میلاد بازمی‌گردد. باستان شناسان هنوز موفق به آشکارساختن برخی از ورودی‌های اصلی بنای زیگورات نشده‌اند، زیرا بخش‌های اصلی این بنا هنوز در زیرخاک است.

## دبیره
دبیرهٔ جیرفت، کهن‌ترین خط یا دبیرهٔ جهان است که حتی کهن‌تر از خط سومری نیز می‌باشد. این دبیره در سنگ نبشته‌های مربوط به شهرنشینی جیرفت ایران یافت شده‌است. بر پایهٔ کاوش‌هایی که در کاوشگاه باستانی جیرفت انجام شد، برخلاف نگر پیشین که سومریان مخترعان خط دانسته می‌شدند، ثابت شد که مردمان تمدن جیرفت ایران نخستین پدیدآورندگان خط (دبیره) در جهان بوده‌اند. کارشناسان مختلف این خط را با نام‌های گوناگونی (شرقی، جیرفتی، هندسی، نیا ایرانی و…) نامیده‌اند.

### رمزنگاری
تلاش‌هایی انجام شده‌است اما باستان شناسان و رمزنگاران هنوز موفق به خواندن سنگ نبشته‌ها و خط باستانی این تمدن نشده‌اند. اما از آنجایی که مشخص شده تمدن اَرَتَ از تمدن‌های ثروتمند بوده احتمال می‌رود مضمون کتیبه‌ها در رابطه با مسائل تجاری یا قوانین حکومتی این تمدن باشد.
در سال‌های اخیر تلاش‌هایی برای رمزگشایی این خطوط انجام شده‌است؛ مانند مقالاتی از فرانسوا دسه، جی.پی باسلو، سورنا فیروزی و مجتبی شهمیری و کتاب آژیده مقدم.